# Anthopsis
Anthopsis — рід грибів. Назва вперше опублікована 1977 року.

## Класифікація
До роду Anthopsis відносять 3 види:
- Anthopsis catenata
- Anthopsis deltoidea
- Anthopsis microspora